# Na papirnatih avionih
Na papirnatih avionih je slovenski črno-beli dramski film iz leta 1967 v režiji in po scenariju Matjaža Klopčiča. Film je osvojil tretje mesto na Puljskem filmskem festivalu leta 1967 v kategoriji velika zlata arena na najboljši film.

## Igralci
- Polde Bibič
- Mirko Bogataj
- Štefka Drolc
- Katja Levstik
- Snežana Nikšić
- Stanislava Pešić
- Nuša Svetina
- Dare Ulaga